# Belo Kapolka

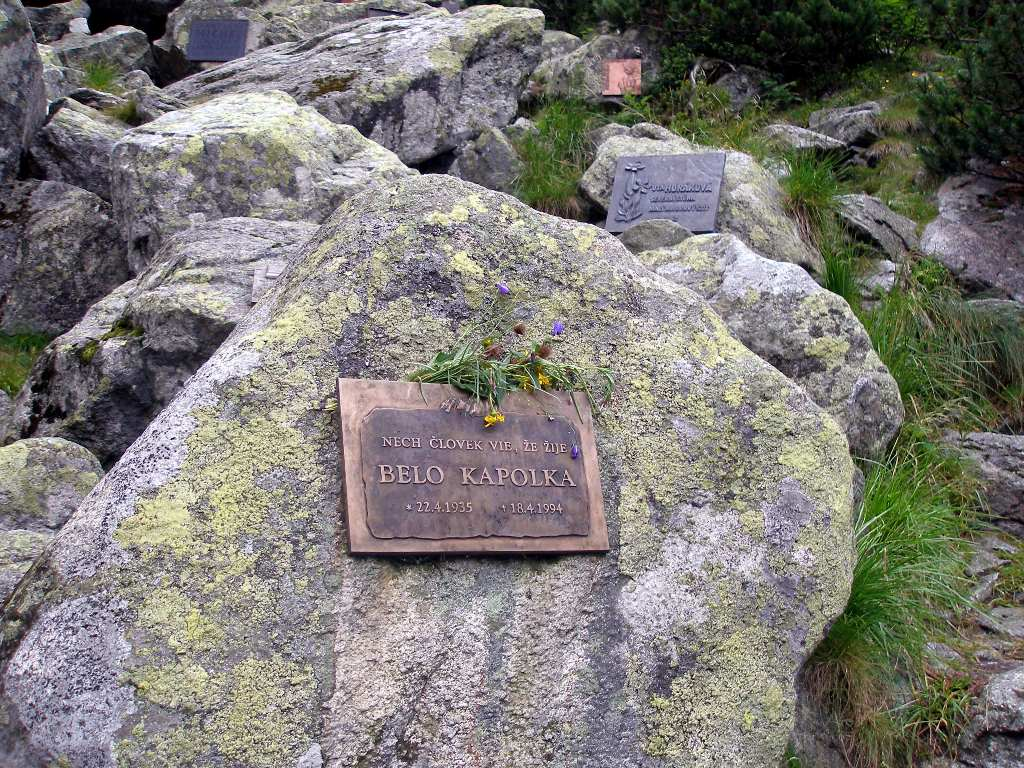
Tablica upamiętniająca Kapolkę na Symbolicznym Cmentarzu Ofiar Tatr pod Osterwą

Belo Kapolka (ur. 22 kwietnia 1935 r. w Hostiach, zm. 18 kwietnia 1994 r. w Tatrach) – słowacki pisarz, taternik, nosicz i kierownik tatrzańskich schronisk.
Belo Kapolka był od 1965 roku chatarem kilku tatrzańskich schronisk m.in. Schroniska pod Rysami, Schroniska Zbójnickiego i Schroniska Téryego. Jest autorem kilku opowiadań i reportaży o tematyce tatrzańskiej, które publikowane były w prasie turystycznej i w trzech książkach. Jest również autorem powieści „Sivá hmla kryje sýteho sysľa”, która wydana została w Bratysławie w 1978 roku.
Zginął tragicznie na Siodełku.